# Kirjat ha-Jovel

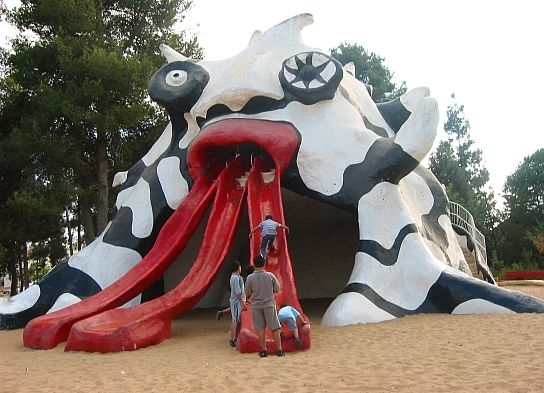
Socha Golema z roku 1973 na dětském hřišti v Kirjat ha-Jovel

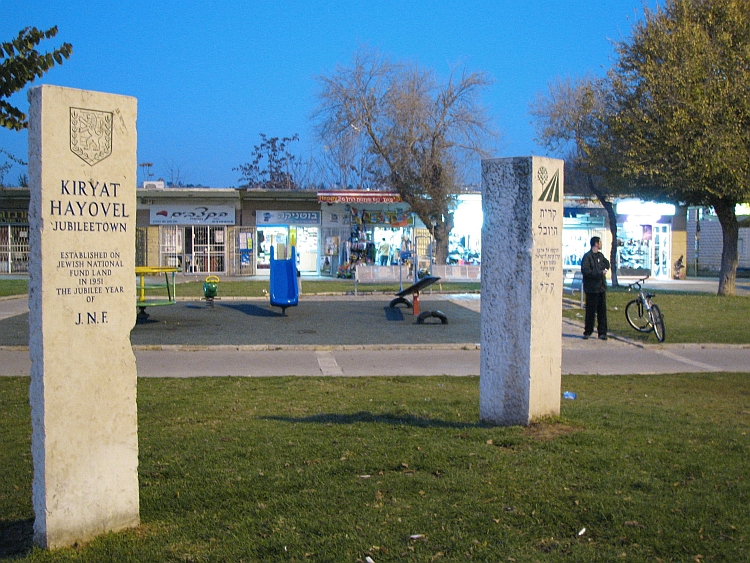
Nákupní středisko v Kirjat ha-Jovel

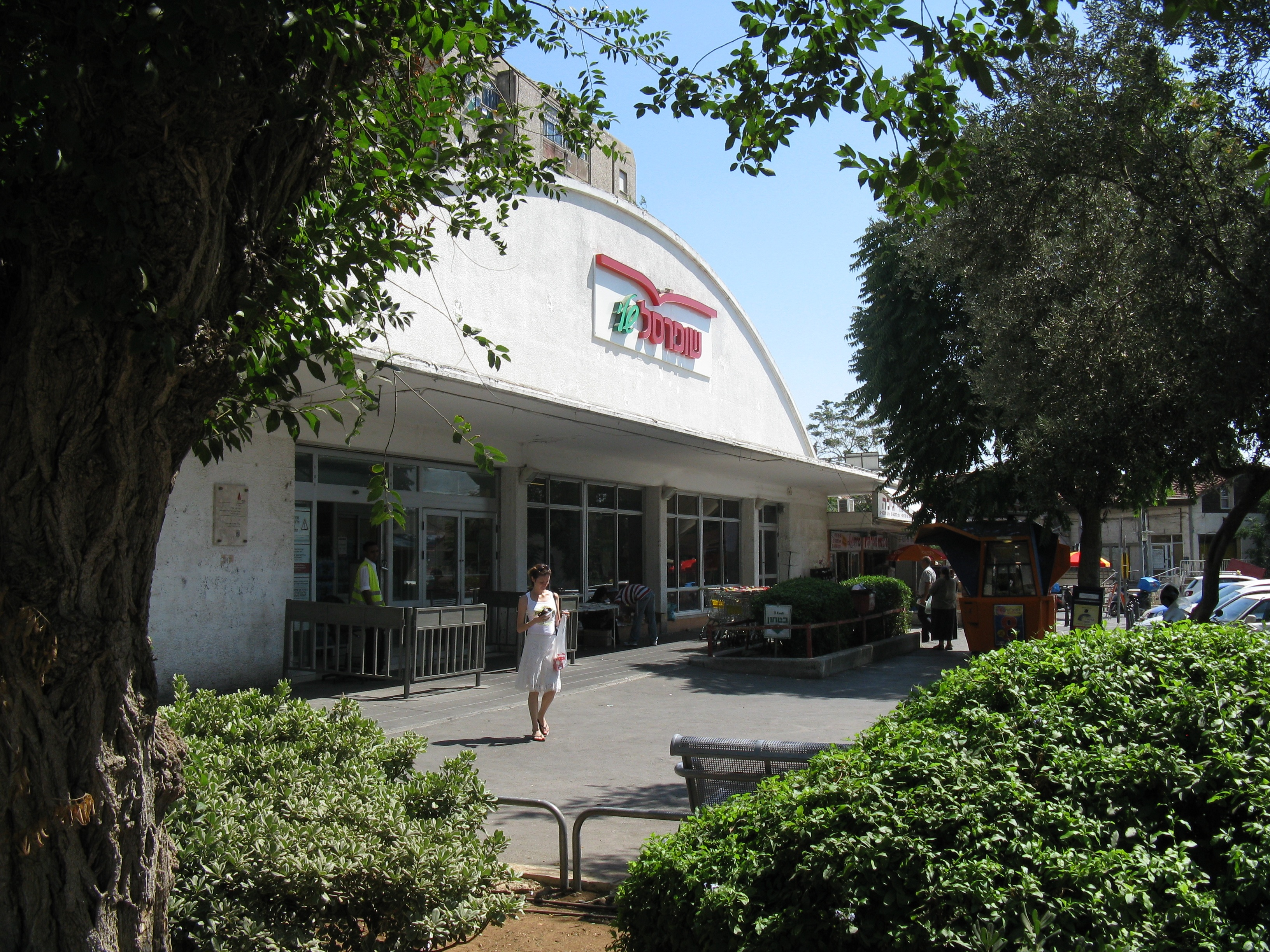
Supermarket v Kirjat ha-Jovel

Kirjat ha-Jovel (hebrejsky קרית יובל‎, doslova Jubilejní Město) je městská čtvrť v jihozápadní části Jeruzaléma v Izraeli.

## Geografie
Leží v nadmořské výšce okolo 800 metrů, cca 5,5 kilometrů jihozápadně od Starého Města. Na východě s ní sousedí čtvrti Ramat Denja, Mordot Bajit va-Gan a Bajit va-Gan, na jihozápadě Kirjat Menachem a Ir Ganim, na jihovýchodě Malcha. Rozkládá se na pahorcích, které severně a západně odtud přecházejí do zalesněné krajiny členěné četnými hlubokými údolími. Severně od čtvrti je to údolí vádí Nachal Ejn Kerem. K jihu směřuje vádí Nachal Manachat, které potom dál na jihu ústí do údolí toku Nachal Refa'im. Hlavní silniční komunikací jsou zde ulice Golombova, Thonova a Hantkeho. Podél severního okraje tohoto urbanistického celku prochází lokální silnice číslo 386, která vede k západu, do venkovských oblastí Jeruzalémského koridoru. Populace čtvrti je židovská.

## Dějiny
Vznikla počátkem roku 1950, kdy Židovský národní fond vykoupil pozemky, které do té doby zčásti zaujímala opuštěná arabská vesnice Bajt Mazmil. Jméno Kirjat ha-Jovel vybrala jeruzalémská radnice jako připomínku 50. výročí od založení Židovského národního fondu. Parcely pro výstavbu domů zde dostaly přidělené jednotlivé organizace a politická hnutí. Domy zde budovala pro své členy například odborová centrála Histadrut nebo družstvo židovských imigrantů ze Severní Ameriky Bnej Cijon. Velkou část zástavby postavila společnost Amidar. V roce 1953 bylo také 33 pozemků v ulici Šemarjahu Levina vyčleněno pro potřeby diplomatů, stavitelů a bohatších osobností. Po nejstarších etapách zástavby následovala výstavba kolonie provizorních domků zvaných Azbestonim, situovaná do úzkého údolí na západním okraji čtvrtě. Koncem 60. let přibyla skupina sedmipatrových bytových domů bez výtahu s malými byty pro imigranty na svahů ve Sternově ulici. Západně od čtvrti vyrostl areál dětské nemocnice Alin. V roce 1973 byla na dětském hřišti v Kirjat ha-Jovel instalována socha Golema, kterou vytvořila Niki de Saint Phalle. Rozloha čtvrti dosahuje 1200 dunamů (1,2 kilometru čtverečního) a nachází se tu 6200 bytových jednotek a počet obyvatel přesahuje 20 000. Populaci tvoří sekulární i nábožensky sionistické rodiny. Severně od čtvrtě se na protější straně údolí Nachal Ejn Kerem rozkládá areál Jad Vašem, připomínající holokaust.